# Кристоф Шайнер
Кристоф Шайнер (на немски: Christoph Scheiner) е германски астроном и йезуит, един от първите, изследвали слънчевите петна.

## Биография

### Ранни години и образование
Роден е на 25 юли 1575 година в Маркт Валд, Швабия (днес в Бавария, Германия). От 1591 до 1595 посещава йезуитско училище в Аугсбург. Завършва училището като ретор и влиза в йезуитския орден в Ландсберг ам Лех, където изкарва двугодишно послушничество. В периода 1598 – 1601 учи философия, метафизика и математика в Университета в Инголщат.
През 1603 г., Шайнер изобретява пантографа, което устройство използва за копиране на чертежи. От 1603 до 1605 преподава в йезуитската гимназия в Дилинген.

### Инголщат (1605 – 1617)
От есента на 1605 до 1609 Шайнер изучава теология в Инголщат. Благодарение на изобретението на пантографа, придобива статут на знаменитост. Дука на Бавария Уилям V дори го кани в Мюнхен, за да покаже инструмента.
От 15 октомври 1610 Шайнер е професор в Университета в Инголщат, където преподава математика, физика, астрономия и еврейски език.
През 1611 Шайнер наблюдава слънчевите петна и решава, че това са спътници на Слънцето. По-късно той приема, че петната се намират на повърхността или в атмосферата на Слънцето. Неговата книга „Rosa Ursina“ в продължение на десетилетия е най-авторитетният труд в тази област.
Шайнер води продължителни спорове с Галилео Галилей за това кой пръв е открил слънчевите петна. Според някои изследователи този спор играе важна роля за преследванията на Римокатолическата църква срещу Галилей. Самият Шайнер до смъртта си не приема хелиоцентричната система.

### Инсбрук (1617 – 1620)
През зимата на 1617/1618 Шайнер заминава за Инсбрук, Австрия, по молба на ерцхерцог Максимилиан III, за да обсъдят астрономически и математически въпроси. Ерцхерцогът е получил един астрономически телескоп с две изпъкнали лещи, които обаче показват обектите с главата надолу. Шайнер добавя трета леща и прикрепя телескопа към земната повърхност, което позволява на Максимилиан да види най-красивите места на страната си, докато стои изправен.
В допълнение Шайнер е натоварен с изграждането на църквата на йезуитите в Инсбрук. Той също така се грижи за финансовата страна на проекта. Църквата се срива през 1626 г. поради слаби основи.

### Фрайбург, Виена и Ниса (1620 – 1650)
От есента на 1620 до пролетта на 1621 г. е професор по математика във Фрайбург, след това заминава за Виена. Тъй като през 1618 г. избухва Тридесетгодишната война, която се води предимно в Германия, Шайнер остава за момента с ерцхерцог Карл във Виена и в края на 1621 предприемат пътуване до Ниса (Шайнер е изповедник на ерцхерцога), където през 1623 открива йезуитски колеж.
Умира на 18 юли 1650 година в Ниса на 74-годишна възраст.

## Признание
- В негова чест е наречен кратер на Луната.
- На негово име са кръстени начално училище и улица в родния му град Маркт Валд, улица до обсерваторията на Мюнхенския университет.
- През 2005 г. в Австрия е издадена пощенска марка с неговия лик.